# Pedro de Santana Rocha
Pedro de Santana Rocha (* 1992 oder Anf. 1993 in Aracaju, Bundesstaat Sergipe, Brasilien; † 3. Januar 2020 in São Paulo, Brasilien) war ein brasilianischer Journalist und Reporter. Er war vor allem für bedeutende brasilianische Onlinemedien tätig und schrieb über Popkultur, Serien, Musik, Filme und visuelle Kunst und erstellte Kritiken über Ausstellungen. Auch war er durch seine Texte LGBT-Aktivist.

## Leben und Wirken
Er entstammte einer Lehrerfamilie. Seine Karriere im Berufsleben begann er als Praktikant 2013 an der Anwaltskammer für den Bundesstaat Sergipe, nachdem er dort an der Universidade Federal de Sergipe studiert hatte. Dann war er zunächst bei der Zeitung O Estado de São Paulo (Caderno 2) tätig. Seit 2016 arbeitete er für das Onlinemagazin Portal Papel Pop, bis er im März 2019 als Chefredakteur zu Exitoína wechselte, einer Seite, die mit Rolling Stone Brasil zusammenarbeitet.
Als Fan von Madonna wurde er zu einer Livesendung des brasilianischen Fernsehens zu Madonnas 60. Geburtstag eingeladen und als Experte befragt.
Er führte Interviews mit brasilianischen und internationalen Prominenten, so mit Pabllo Vittar, Anitta, aber auch mit Ben Affleck, Gal Gadot und Henry Cavill während der Premiere von Batman in Mexiko. 
Am 3. Januar 2020 wurde er im Alter von 27 Jahren tot in seinem Apartment in São Paulo aufgefunden. Die Todesursache war ein Kreislaufstillstand bzw. Herzinfarkt. Er wurde am 5. Januar 2020 auf dem Friedhof Cemeterio Parque Colina da Saude in Aracaju, Sergipe, beigesetzt.

## Rocha als Journalist
Rocha galt als unerschrockener Journalist, der sich auch mit der Elite und mächtigen Persönlichkeiten anlegte und keine Angst vor unangenehmen Fragen hatte, was ihm Respekt einbrachte. Auch galt sein Kampf in seinen Werken- ob in Print oder Online- der LGBT-Community, die er mit seinen Texten unterstützte, zumal er selbst ein Teil dieser Community war. 
Hauptsächlich schrieb er über Popkultur, Serien und Musik, Filme und visuelle Kunst und war auch als Kunstkritiker tätig, so für eine Ausstellung über Lina Bo Bardi.